# MIR7-1
MIR7-1‏ (None) هوَ بروتين يُشَفر بواسطة جين MIR7-1 في الإنسان.